# Peña Falconera
La Peña Falconera ou « Huevo de Morrano » (« l'œuf de Morrano ») est un monolithe de 724 m d'altitude qui se trouve sur la localité de Morrano (province de Huesca, Aragón), en Espagne.
Cette formation rocheuse est composée d'un monolithe avec un mélange de grès et de conglomérat. Il se trouve dans le parc naturel de la Sierra et des gorges de Guara, à quelques mètres de la rivière Alcanadre et près de la source de la Tamara, ainsi qu'à proximité de la forêt de pins de Morrano qui est la plus méridionale du parc naturel et du Haut-Aragon.